# 美作女王
美作女王（みまさかじょおう/みまさかのおおきみ、生年不明 - 延暦8年7月7日（789年8月2日））は、奈良時代後期の皇族・女官。官位は尚掃・従四位上。

## 生涯
系譜は未詳だが、宝亀7年（776年）、无位から従四位下に昇叙しているところから、親王の娘であることが分かる。延暦5年（786年）には従四位上に昇るが、同8年（789年）7月、尚掃で藤原春蓮と同日に没。
翌延暦9年（790年）、河内国志紀郡にあった1町の位田は、大納言の職田に改置された。

## 官歴
『続日本紀』による
- 時期不詳：尚掃
- 宝亀7年（776年）正月7日：従四位下
- 延暦5年（786年）正月19日：従四位上
- 延暦8年（789年）7月7日：卒去